# Imposto de sisa
Sisa (ou siza) foi um imposto cobrado, no Império do Brasil, sobre a transmissão onerosa de bens imóveis e de certos direitos reais. Originário do direito português tardomedieval, consolidou-se na América portuguesa e manteve alíquota habitual de 10% sobre o preço declarado da transação. O tributo teve dupla função: arrecadatória e probatória, pois a quitação da sisa passou a operar, no século XIX, como critério de legitimação de títulos particulares de propriedade, sobretudo após a Lei n.º 601, de 1850, e seu Regulamento (Decreto n.º 1 318/1854).

## Origem
A sisa aparece em Portugal como imposto municipal incidente sobre “bens de raiz” (imóveis) ainda no período moderno. Com a transferência da Corte para o Rio de Janeiro (1808), o tributo foi estendido a todo o território do Reino Unido de Portugal, Brasil e Algarves e, após a independência, permaneceu em vigor no Império brasileiro.

## Marco normativo: Lei de Terras e Decreto 1 318/1854
A Lei n.º 601, de 18 de setembro de 1850, reformou o regime fundiário ao extinguir o sistema de sesmarias e exigir que futuras aquisições de terras devolutas se dessem por compra pública. Contudo, o imposto de sisa não foi abolido; sua relevância cresceu quando o Decreto n.º 1 318, de 30 de janeiro de 1854, que regulamentou a Lei de Terras, previu:
- Art. 22 – Garantia plena a quem possuísse “título legítimo”;
- Art. 23 – Dispensa de revalidação para esses títulos;
- Art. 26 – Reconhecimento como “legítimos” dos contratos particulares “contanto que o imposto respectivo tenha sido pago” antes da publicação do Regulamento.[3]

Assim, o mero recibo de quitação da sisa, aposto em escritura particular, passou a dispensar medições onerosas e demais atos de legitimação administrativa.

## Função de legitimação dominial
Entre 1850 e 1854 consolidou-se prática segundo a qual proprietários rurais fracionavam glebas e as alienavam com recolhimento prévio da sisa, acelerando a circulação de capitais e reforçando a segurança jurídica dos adquirentes. Na interpretação da Procuradoria-Geral do Império e de comentaristas contemporâneos, “título + sisa” integrou, ao lado das antigas sesmarias confirmadas, o rol de documentos aptos a comprovar domínio privado.

## Extinção e legado
A Constituição de 1891 transferiu aos municípios a competência para tributar transmissões onerosas de imóveis, ensejando a criação do ITBI. A sisa foi gradualmente revogada, mas seu recibo continua a ser aceito em ações possessórias e de usucapião como elo probatório em cadeias dominiais iniciadas no século XIX.